# Jabuka (Grude, BiH)
Jabuka je naseljeno mjesto u općini Grude, Federacija BiH, BiH.
Selo se nalazi jugozapadno od Tihaljine i južno od sela Puteševice, uz asfaltnu cestu Poljica – Mijaca – (granični prijelaz) – Jabuka – Greda – Dole – Vitina.
S istoka selo štiti brdo Ljubeć, a s juga brdo Dobriševica. Na zapadu Jabuka graniči sa selom Mijacima. Između se nalazi granična ophodnje 100-tinjak metara udaljena od sela. Selo tvore zaseoci Kupinjak i Jabuka. Selo je organizirano u mjesnu zajednicu sa selom Puteševica. Osim velikog broja grobnih gomila, zidine turske karaule (1718. – 1876.), zajedničkog bunara trnovca i rodnih pragova Jabučana nema znamenitijih lokaliteta u tom selu.

## Povijest
S obzirom na to da se Jabuka ne spominje na popisu iz 1743. i 1768., selo je svakako nastalo kasnije. Nažalost, o selu Jabuci ne postoje gotovo nikakvi podaci do polovice 19. stoljeća. U selu su svi stanovnici istog prezimena – Roso.

### Teorije o naseljavanju
Po jednoj predaji Jabučani su podrijetlom Maršići iza Pogane Vlake – prepodstavlja se iz Rasna. Po toj predaji bilo je devet braće Maršića koji su imali sestru Mariju a otac im je bio puškar. Neki Alija Hamzić iz Hamzića je birao i na silu uzimao po svojoj volji kršćanske djevojke, o čemu se pjevala pjesma: "Sve oljubi Hamziću Alija samo osta Maršića Marija". Kada je to pjevanje čuo Alija Hamzić, odlučio je na silu odvesti Mariju. 
Međutim braća su ga protiv očeve volje ubila kada su za to doznala. Konj je Aliju dovukao u Hamziće. Braća su pobjegla u Podovlje iznad Vojnića, a pred Turcima su pobjegli u Zavojane i na kraju se naselili u Jabuci uz dogovor s Turcima da će davati oko jungu masla godišnje. Dvojica braće su se naselila u Kupinjaku odakle su se njihovi potomci raširili po cijeloj Jabuci. Godine 1853. u Jabuci su bile svega četiri obitelji. 
Druga, mnogo vjerojatnija, teorija je da su prezime Roso i Jabučani zapravo potomci starog i znamenitog roda Rozića iz Sritnica, zaseoka sela Kruševa kraj Mostara. Nakon oslobođenja Vrgorske krajine od turske vlasti 1688. jedan je ogranak Rozića prebjegao iz Sritnica u Vrgorac na poticaj franjevaca gdje su ih venecijanske vlasti smjestile u sela Mijaca i Zavojane i dodijelili im zemljište. Oni su se odatle raseljavali u okolna mjesta – Papratnica, Poljica, Kozica, a neki su se s vremenom naselili na ljubuško-grudskom području (Tihaljina, Dole, Kašće, Drinovci, Vitina, Jabuka). Ova vrgoračko-hercegovačka grana Rosića se je kasnije opredijelila za kraći oblik prezimena Roso. Ova teorija je mnogo vjerodostojnija i povijesno utemeljenija o čemu svjedoči činjenica da i danas Rose postoje u Zavojanima, Mijacima, Drinovcima itd. O povezanosti Rosa iz Jabuke s onima iz Zavojana odakle su došli svjedoči i to da su Jabučani dugo vremena svoje mrtve pokapali u Zavojanima. 

## Hercegovački ustanak u Jabuci
Selo Jabuka spominje se u dokumentima o Hercegovačkom ustanku 1875. – 1878. U Jabuku su se povukli ustanici predvođeni Musićem i Ljubibratićem, nakon što su 5. ožujka 1876. kod Kašča odbili Turski napad. Odatle su ustanici krenuli dalje niz Tihaljinu prema Ružićima i kroz Drinovce prema Gorici i Posušju.

## Stanovništvo
Jabučani su bili kmetovi Mesihovića, Fazlinovića, Sadikovića i Dizdarevića. Godine 1885. vlasnici kmetskih selišta bili su Dizdarevići i Mesihovići iz Vitine. Neki su Jabučani kmetstva otkupili i prije. Po prvom popisu stanovništva 1879. godine, Jabuka je imala 52 stanovnika i od toga 27 muških i 25 ženskih, a po popisu iz 1895. od 80 stanovnika 17 ih je bilo kmetova dok su ostali bili slobodni seljaci. U crkvenoj administraciji Jabuka je pripadala župi u Zavojanima do 1847. Od 1887. godine u sastavu je klobučke župe. Poslije u župu Drinovce da bi na kraju završilo u župi Tihaljinoj od 1889. gdje je i danas.
Od 1902. do 1940. stanovništvo je iskazivano sa stanovništvom sela Tihaljine, a od 1948. do 1981. sa stanovništvom sela Puteševice. U to vrijeme je u Jabuci živjelo preko 110 stanovnika. U Prvom svjetskom ratu stradao je jedan jabučanin, dok je u Drugom nastradalo njih 6.
Iako pripadaju tihaljskoj župi Jabučani su većinom pokapani i na misu idu u crkvu Velike Gospe u Mijacima koja je sagrađena na hercegovačkom teritoriju. Jabučani su sudjelovali u njezinoj izgradnji.
Godine 2017. prokopan je put prema crkvi Velike Gospe (kroz teritorij BiH) i prema susjednom selu Puteševica.  

## Prezime Roso
Svi stanovnici Jabuke i jedna obitelj u Tihaljini nose prezime Roso. Po predaji, preci Rosa prezivali su se nekada Maršići. Sadašnje prezime dobila su šestorica braće po nadimku Rosa svoje sestre Marije kojoj su obranili djevojačku čast.
Prezime postoji u Mijacima, Poljicima, Kozici, Zavojanima, Prapratnici, Kuni na Pelješcu, Milni i Supetru na Braču, oko Metkovića i Imotskoga itd. Rose iz Jabuke selili su i žive u Americi, Australiji, Njemačkoj, Orebiću, Osijeku, Kaštelima, Kuni, Trpnju, Osijeku, Čepinu, Beogradu. (3)
Ovo prezime svoje korijene pronalazi još u srednjem vijeku.
Pregled popisa stanovništva sela Jabuke:
1879. – 52
1887. – 55
1893. – 97
1895. – 81

### 1991.
Nacionalni sastav stanovništva 1991. godine, bio je sljedeći:
ukupno: 70
- Hrvati – 68
- Jugoslaveni – 1
- ostali, neopredijeljeni i nepoznato – 1

### 2013.
Nacionalni sastav stanovništva 2013. godine, bio je sljedeći:
ukupno: 73
- Hrvati – 73

## Turska karaula
Turska karaula sagrađena je nakon razgraničenja Turskog Carstva i Mletačke Republike tzv. Požarevačkim mirom 21. srpnja 1718., nakon maloga rata (1715. – 1717.). Zidana je vapnom i kamenom, a bila je pokrivena pločom. Okrugla je oblika i promjera oko 8 metara.
Bila je razdijeljena na dva dijela, imala je kamine (ognjišta) itd. Oko nje je također bio zidani bedem danas dosta ruševan. Karaulu je navodno zidalo stanovništvo od Metkovića, a stanovništvo iz ovih krajeva gradilo je karaulu na Sebišini. Karaula je srušena u hercegovačkom ustanku 1876. godine.